# Морфологічна свобода
Морфологічна свобода визначає право людини зберігати незмінним або змінювати власне тіло так, як вона вважає за потрібне. Її бажання може бути виражене як у вигляді звернення за медичною послугою, так і у вигляді відмови від неї.

## Історія поняття
Термін, ймовірно, вперше був введений філософом Максом Мором у статті «Technological Self-Transformation: Expanding Personal Extropy», де він визначив морфологічну свободу як «можливість змінювати своє тіло за власним бажанням за допомогою таких технологій, як хірургія, генна інженерія, нанотехнології і завантаження свідомості». Пізніше Андресом Сандбергом термін був визначений як «розширення права людини на власне тіло, не тільки на володіння ним, але і на його зміну за власним бажанням».
У березні 2008 року Сандберг і Наташа Віта-Мор зробили спільну доповідь про морфологічної свободу в Second Life.

## Політичні дискусії
Згідно технократу Dale Carrico, політика морфологічної свободи передбачає толерантне ставлення до самомого широкого розмаїття морфологій тіла і способів життя. Морфологічна свобода — продукт ліберального плюралізму, прогресивного космополітизму і постгуманістичного мультикультуралізму, пов'язаний зі зміною підходів до оцінки медичної практики — від лікування до засобу самовизначення через технології генної інженерії, протезування і когнітивні технології.